# Ofertori

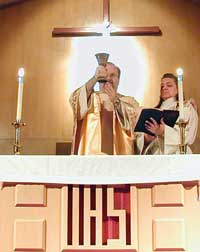
Moment de l'ofertori

L'ofertori és el moment de la Missa en la qual es presenten a Déu les espècies -el pa i el vi- que es van a oferir a manera de sacrifici en l'Eucaristia. Sovint coincideix amb la recaptació de l'almoina.